# GOiNG TO DESTRUCTiON
『GOiNG TO DESTRUCTiON』（ゴーイング・トゥ・デストラクション）は、BiSHのメジャー4作目（通算7作目）のオリジナルアルバム。2021年8月4日にavex traxから発売された。

## 概要
前作「CARROTS and STiCKS」から約2年1か月ぶり、3.5枚目とされた「LETTERS」から約1年ぶりとなるオリジナルアルバム。2021年5月25日に発売が告知された。既発の配信シングル4曲含む14曲収録。アルバムタイトルにちなみメンバー1名の直筆サイン入りの「破壊盤」が発売されることが予告された。
8月4日、「破壊盤」の製作の様子が動画で公開。6月28日、「TOKYO BiSH SHiNE 7」開催の告知とともに、アルバムの内容詳細が発表された。
CDは4形態で販売され、通常のCD盤には既発の「STORY OF DUTY」「STAR」「ZENSHiN ZENREi」「in case…」「STACKiNG」と新曲9曲を加えた14曲を収録。破壊盤は通常のCD盤にメンバー1人のサインが入れられたケースにひび割れ加工が施されている。DVD盤、初回生産限定盤Blu-rayには加えて2021年にMTVで放送された「MTV Unplugged: BiSH」が収録。そのほか、既発シングルのMVなどが収録。初回生産限定盤のBlu-rayのみメンバー6名によるオーディオコメンタリーが収録され、100Pの撮り下ろしフォトブックが付属されている。

## チャート成績
初週4.5万枚を売り上げ、前々作『FOR LiVE -BiSH BEST-』、前作「LETTERS」に続き、オリコン週間アルバムランキングで3作品連続で1位を獲得した。

## リリース履歴
| 発売日       | レーベル  | 最高順位 | 販売形態 | 規格品番     | 備考                                   |
| ------------ | --------- | -------- | -------- | ------------ | -------------------------------------- |
| 2021年8月4日 | avex trax | TBA      | CD       | AVCD-96751   | CD盤                                   |
| 2021年8月4日 | avex trax | TBA      | CD       | AVCD-96749   | 破壊盤                                 |
| 2021年8月4日 | avex trax | TBA      | CD+DVD   | AVCD-96750/B | DVD盤                                  |
| 2021年8月4日 | avex trax | TBA      | CD+BD    | AVCD-96748/B | 初回生産限定盤:写真集(100P)付・BOX仕様 |

## 収録内容

### CD
| #            | 曲名                         | 作詞                 | 作曲         | 時間  | 備考         |
| ------------ | ---------------------------- | -------------------- | ------------ | ----- | ------------ |
| 01           | CAN WE STiLL BE??            | 松隈ケンタ×JxSxK     | 松隈ケンタ   | 3:56  | MV - YouTube |
| 02           | in case...                   | JxSxK                | 松隈ケンタ   | 3:33  | MV - YouTube |
| 03           | STACKiNG                     | 竜宮寺育             | 松隈ケンタ   | 4:11  | MV - YouTube |
| 04           | BE READY                     | JxSxK                | 松隈ケンタ   | 3:08  | MV - YouTube |
| 05           | ZENSHiN ZENREi               | 松隈ケンタ×JxSxK     | 松隈ケンタ   | 1:53  |              |
| 06           | NATURAL BORN LOVERS          | アイナ・ジ・エンド   | 松隈ケンタ   | 5:07  |              |
| 07           | I have no idea.              | 竜宮寺育             | 松隈ケンタ   | 3:41  | MV - YouTube |
| 08           | WiTH YOU                     | モモコグミカンパニー | 松隈ケンタ   | 4:01  |              |
| 09           | 狂う狂う                     | セントチヒロ・チッチ | 松隈ケンタ   | 3:24  |              |
| 10           | MY WAY                       | 松隈ケンタ×JxSxK     | 松隈ケンタ   | 4:22  |              |
| 11           | Beginning, End and Beginning | アユニ・D            | 松隈ケンタ   | 3:28  |              |
| 12           | STORY OF DUTY                | アイナ・ジ・エンド   | 松隈ケンタ   | 3:36  | MV - YouTube |
| 13           | BROKEN                       | JxSxK                | 井口イチロウ | 4:28  |              |
| 14           | STAR                         | アユニ・D            | 松隈ケンタ   | 4:08  | MV - YouTube |
| 合計収録時間 | 合計収録時間                 | 合計収録時間         | 合計収録時間 | 52:56 |              |

### DVD・Blu-ray
- 2021年6月12日「MTV Unplugged: BiSH」

1. オーケストラ
2. VOMiT SONG
3. I’m waiting for my dawn
4. SMACK baby SMACK
5. DiSTANCE
6. NO SWEET
7. リズム
8. 遂に死
9. The Man Who Sold the World
10. FOR HiM
11. HiDE the BLUE
12. スーパーヒーローミュージック
13. BiSH-星が瞬く夜に-

- Blu-rayにのみ収録
  - STORY OF DUTY -MUSiC ViDEO-
  - STAR -LYRiC ViDEO-
  - STACKiNG -MUSiC ViDEO-
  - BE READY -MUSiC ViDEO-
  - STACKiNG -MAKiNG MOViE-
  - BE READY -MAKiNG MOViE-

## タイアップ
- 「STORY OF DUTY」 - ゲームアプリ「Call of Duty: Mobile」タイアップソング[6]
- 「STAR」 - 読売テレビドラマ『ボクとツチノ娘の1ヶ月』主題歌[7]
- 「ZENSHiN ZENREi」 - フジテレビ系木曜劇場『レンアイ漫画家』オープニングテーマ[8]
- 「in case...」 - UHFアニメ『ゴジラ S.P ＜シンギュラポイント＞』オープニングテーマ[9]
- 「STACKiNG」 - NHK総合アニメ『キングダム』第3シリーズ 第2クールオープニングテーマ[10]
- 「BE READY」 - スマートフォン向けゲーム『ラグナドール 妖しき皇帝と終焉の夜叉姫』主題歌[11]
- 「I have no idea.」 - 映画『BiSH presents PCR is PAiPAi CHiNCHiN ROCK'N'ROLL』主題歌[12]

## 参加メンバー
- BiSH
  - アイナ・ジ・エンド - ボーカル、作詞（#06,#12）
  - セントチヒロ・チッチ - ボーカル、作詞（#09）
  - モモコグミカンパニー - ボーカル、作詞（#08）
  - ハシヤスメ・アツコ - ボーカル
  - リンリン - ボーカル
  - アユニ・D - ボーカル、作詞（#11,#14）

## ライブ映像作品
| 曲名          | 作品名              |
| ------------- | ------------------- |
| STORY OF DUTY | FROM DUSK TiLL DAWN |